# 岩德線
岩德線（日语：／ Gantoku sen */?）是一條連結日本山口縣岩國市的岩國站出發，經過周防高森站，終點為山口縣周南市的櫛濱站（列車運行至德山站），屬於西日本旅客鐵道（JR西日本）的鐵路線（地方交通線）。

## 概要
沿著舊山陽道所建設，岩德線原本是作為山陽本線的短絡線。路線坡度微陡，長隧道稍多。
全區間由西日本旅客鐵道廣島支社德山地域鐵道部所管轄，並由廣島支社給予青綠色作為路線代表色。

### 路線資料
- 管轄（事業類別）：西日本旅客鐵道（第一種鐵道事業者）
- 路段（營業距離）：岩國站－高水站－櫛濱站 43.7公里
  - 川西站－森原信號場間（1.9公里）與錦川清流線重複
- 軌距：1067毫米
- 規格（日语：線路等級）：甲線
- 站數：15個（包括起終點站。另有信號場1個）
  - 若只限屬於岩德線的車站，排除屬於山陽本線的岩國站與櫛濱站[1]則為13個。
- 複線路段：沒有（全線單線）
- 電氣化路段：沒有（全線非電氣化（日语：非電化））
- 閉塞方式：自動閉塞式
- 最高速度：95公里/小時
- 運轉指令所（日语：運転指令所）：廣島綜合指令所

## 運轉情形
僅有普通列車運行，全部班次皆在德山站 - 岩國站之間往返，班距約在一小時或一小時半。奇數月的第二個星期三則停開中午的列車。除部分列車外，多數列車實施一人控制。
車輛使用下關綜合車輛所轄下的Kiha40系和Kiha47系。一般來說都是單節運轉，偶爾會加掛車廂成2～3輛。由於車輛基地位於新山口站，岩德線車輛會固定回送至新山口站整備。2006年3月17日之前曾利用回送列車開行新山口站 - 岩德站，經岩德線的列車。國鐵時代亦曾將新南陽站作為發車起終點。
岩國站 - 川西站 - 森原號誌站有錦川鐵道錦川清流線的列車駛入。
在山陽本線下行，部分列車因在柳井站待避貨物列車，其停站的時間較長。因此會造成某些開往德山站的列車經由岩德線反而較經由山陽本線來的省時。
班次不多，國鐵末期約增至20班，2002年後縮減成現有班數。

## 歷史

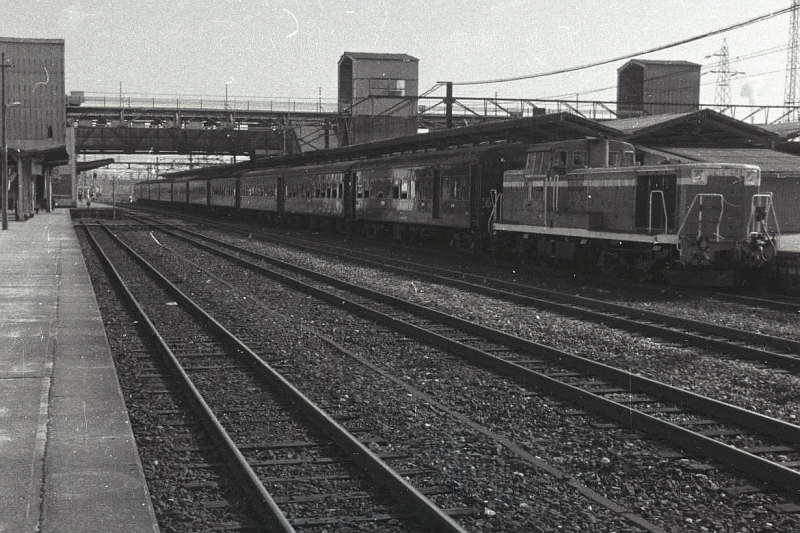
上午停於岩國站中準備開往德山的岩德線列車。車頭為DE10 1053。（1976年）

岩德線自1920年代開始興建，於1934年全線通車。通車後成為山陽本線的一部份，原本經由柳井的舊線則改稱為柳井線。之後，山陽本線進行複線化工程，考量其坡度與曲率半徑，以及必須再多開闢一座新的欽明路隧道，最終選定由柳井線實施複線化計畫。1944年後柳井線完成複線，再度編入山陽本線，舊線改稱為現今的岩德線，降級為地方交通線。儘管山陽本線已經電氣化，但岩德線目前為止尚未有電氣化計畫。
由於岩德線在戰前是以幹線的規格來鋪設，故車站月台與配線較長。以前上下午各有一班客車列車往返，車頭部分1971年前使用蒸汽機車牽引（昭和30年代為C62型或D51型），1971年後使用柴油機車（DE10型）；客車則使用60系10輛編組或50系客車。此班列車停駛後，現存於岩德線的柴油車編組在晨昏時段最多僅有2～3輛，基本上已無幹線的規模。雖然身為地方交通線，不過歷史上曾有過山陽本線中斷而迂迴取道岩德線的特殊情形。
和柳井線相比，屬於山陽本線的短絡線，因此經過岩國車站與櫛濱車站的所有長途列車，運費都是以營業里程較短的岩德線為基準計算。而山陽新幹線建設是採取與岩德線並行的路廊，因此經過新岩國車站與德山車站的所有列車，運費也是以岩德線為基準計算。

### 岩德東線
- 1929年（昭和4年）4月5日：岩德線麻里布站 - 岩國站（2.3M）間 通車。設立岩國站（第二代，目前的西岩國站）。由汽油車Kiha5000系行駛。[2]
  - 1909年開始營業的岩國電氣軌道路面電車與岩德線重複，廢線。
- 1930年（昭和5年）4月1日：更換營業里程的單位（2.3M→3.7km）
- 1932年（昭和7年）5月29日：岩德西線通車，改稱為岩德東線。

### 岩德西線
- 1932年（昭和7年）5月29日：岩德西線櫛濱站 - 周防花岡站間 (3.9km)通車。設立周防花岡站。
- 1934年（昭和9年）3月28日：周防花岡站 - 高水站間 (11.0km) 通車。設立周防久保站、勝間站、高水站。

### 全通後
- 1934年（昭和9年）12月1日：岩國站 - 高水站間 (25.1km) 通車，全線通車。此時岩德線被編入山陽本線。設立柱野站、玖珂站、周防高森站、米川站。
- 1942年（昭和17年）4月1日：麻里布站改稱為岩國站（第三代），岩國站（第二代）改稱為西岩國站。
- 1943年（昭和18年）3月31日：設置自動信號[2]。
- 1944年（昭和19年）10月11日：由山陽本線分離，岩國站 - 櫛濱站間 (43.7km) 成為岩德線。
- 1956年（昭和31年）4月16日：開始行駛柴油車[2]。
- 1960年（昭和35年）
  - 4月16日：設立川西站。
  - 11月1日：因應岩日線通車、新設立森原號誌站。
- 1965年（昭和40年）11月1日：開始使用ATS-S[2]。
- 1971年（昭和46年）2月28日：岩德線終止蒸汽機車運轉。翌年3月1日開始運轉柴油機車與柴油客車，以實現無煙化[2]。
- 1974年（昭和49年）10月1日：終止全線的貨物業務。
- 1982年（昭和57年）3月10日：導入CTC[3]。CTC中心設於廣島站。
- 1987年（昭和62年）
  - 3月27日：設立大河內站、生野屋站。
  - 4月1日：國鐵分割民營化後由JR西日本繼承管理。
- 1990年（平成2年）9月27日：設立欽明路站。
- 1992年（平成4年）3月14日：開始實施一人控制[4]。
- 1995年（平成7年）10月1日：因應德山地域鐵道部的擴編，路線管轄權由廣島支社直營轉移至德山地域鐵道部[5]。
- 2018年（平成30年）
  - 7月6日：因西日本豪雨受災，全線暫停行駛列車[6]。
  - 8月20日：岩國車站至周防高森車站間路段修復後恢復列車行駛[7]。
  - 9月22日：周防高森車站至櫛濱車站間路段修復，全線恢復行駛[8]。

## 車站列表
此處以運行形態岩國站－德山站間記載。
- 所有列車都是普通列車（停靠所有車站）。岩國站－川西站間有錦川清流線的列車直通
- 軌道（岩德線內全線單線） … ◇、∨、∧：可進行列車交會，＊：可進行列車交會，但交會時只限下行列車可上下客，｜：不可列車交會，∥：複線（山陽本線內）
- 所有車站都位於山口縣內

| 路線名稱 | 中文站名   | 日文站名 | 英文站名 | 站間營業距離 | 累計營業距離                                        | 接續路線                                        | 軌道 | 所在地 |
| -------- | ---------- | -------- | -------- | ------------ | --------------------------------------------------- | ----------------------------------------------- | ---- | ------ |
| 岩德線   | 岩國       |          |          | -            | 0.0                                                 | 西日本旅客鐵道： 山陽本線〈廣島方向、柳井方向〉 | ∨    | 岩國市 |
| 岩德線   | 西岩國     |          |          | 3.7          | 3.7                                                 |                                                 | ◇    | 岩國市 |
| 岩德線   | 川西       |          |          | 1.9          | 5.6                                                 | 錦川鐵道：錦川清流線                            | ｜   | 岩國市 |
| 岩德線   | 森原信號場 |          | /        | -            | 7.5                                                 | （與錦川清流線的實際分岔點）                    | ｜   | 岩國市 |
| 岩德線   | 柱野       |          |          | 2.9          | 8.5                                                 |                                                 | ◇    | 岩國市 |
| 岩德線   | 欽明路     |          |          | 6.7          | 15.2                                                |                                                 | ｜   | 岩國市 |
| 岩德線   | 玖珂       |          |          | 1.9          | 17.1                                                |                                                 | ＊   | 岩國市 |
| 岩德線   | 周防高森   |          |          | 3.5          | 20.6                                                |                                                 | ◇    | 岩國市 |
| 岩德線   | 米川       |          |          | 3.8          | 24.4                                                |                                                 | ｜   | 岩國市 |
| 岩德線   | 高水       |          |          | 4.4          | 28.8                                                |                                                 | ◇    | 周南市 |
| 岩德線   | 勝間       |          |          | 2.3          | 31.1                                                |                                                 | ｜   | 周南市 |
| 岩德線   | 大河內     |          |          | 2.2          | 33.3                                                |                                                 | ｜   | 周南市 |
| 岩德線   | 周防久保   |          |          | 1.4          | 34.7                                                |                                                 | ◇    | 下松市 |
| 岩德線   | 生野屋     |          |          | 3.3          | 38.0                                                |                                                 | ｜   | 下松市 |
| 岩德線   | 周防花岡   |          |          | 1.8          | 39.8                                                |                                                 | ｜   | 下松市 |
| 岩德線   | 櫛濱       |          |          | 3.9          | 43.7                                                | 西日本旅客鐵道：山陽本線（柳井方向）            | ∧    | 周南市 |
| ※        | 櫛濱       |          |          | 3.9          | 43.7                                                | 西日本旅客鐵道：山陽本線（柳井方向）            | ∧    | 周南市 |
| 德山     |            |          | 3.4      | 47.1         | 西日本旅客鐵道： 山陽新幹線、山陽本線（新山口方向） | ∥                                               |      | 周南市 |

- ※：櫛濱站至德山站之间为山陽本線

岩德線內岩國站為JR西日本管理，櫛濱站為JR西日本廣島MAINTEC管理，西岩國站、玖珂站、周防高森站為簡易委託站，其餘皆為無人站。

## 附註
1. ↑  『停車場変遷大事典 国鉄・JR編』JTB、1998年。ISBN 978-4-533-02980-6。
2. 1 2 3 4 5  西岩国站『西岩国站開業50周年記念誌』西岩国站（岩国）、1980年6月。
3. ↑  広島CTCセンター20年のあゆみ編集委員会『広島CTCセンター20年のあゆみ』広島CTCセンター20年のあゆみ編集委員会、1990年、p.1。
4. ↑  『JR気動車客車編成表 2011』交通新聞社、2011年。ISBN 978-4-330-22011-6。
5. ↑  『データで見るJR西日本 2001』西日本旅客鐵道
6. ↑  平成３０年台風第７号及び前線等による被害状況等について（第７報） PDF - 国土交通省 災害情報、2018年7月7日 5:00現在
7. ↑  . 山口新聞. 2018-08-16  [2018-08-19].[永久]
8. ↑  . NHK. 2018-09-22  [2018-09-23]. （原始内容存档于2018-09-22） （日语）.

1. ↑  岩德線開業之前廢除。